# Charles Eastman

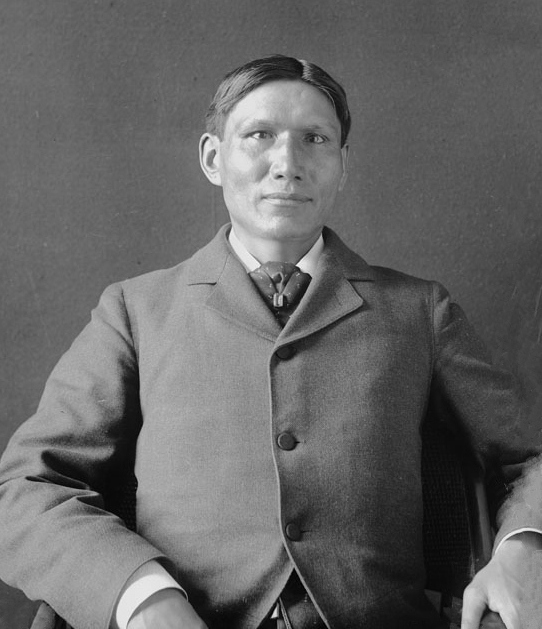
Charles Eastman (april 1897)

Charles Alexander Eastman (19 februari 1858 - 8 januari 1939) was een  Indiaans auteur, arts en politiek hervormer. Zijn boeken vertellen de geschiedenis van de Sioux uit de eerste hand. Hij wordt ook herinnerd als medeoprichter van de grootste jeugdorganisatie in de Verenigde Staten, de Boy Scouts of America.

## Levensloop
Eastman werd geboren in het Santee-reservaat nabij Redwood Falls in Minnesota als zoon van "Many Lightnings", die behoorde tot de Dakota, en Mary Nancy Eastman, dochter van een officier in de United States Army. Zijn moeder had gemengd bloed. Zij stierf bij zijn geboorte. De boreling kreeg daarom de naam Hakadah "the Pitiful Last One".
In zijn jeugd kreeg hij een traditionele opvoeding als Woodland Sioux van zijn grootmoeder Uncheeda en verwierf hij de aanspreektitel Ohiyesa "Winner". De familie was voor de grote indianenopstand van 1862-1863 naar North Dakota gevlucht en vond later onderdak in Manitoba in Canada, op de boerderij van zijn oom "Mysterious Medicine". Zijn vader was een van de driehonderd krijgers die waren gevangengenomen en veroordeeld tot de strop. De familie wist niet dat president Lincoln aan een kleine groep gratie had verleend en dat hij nog leefde. Many Lightnings zat twaalf jaar gevangen in Davenport in Iowa. Toen hij in Manitoba verscheen, had hij zich bekeerd tot het christendom en noemde hij zich Jacob Eastman.
In 1874, toen Ohiyesa 15 jaar was en hij zich gereed maakte om op oorlogspad te gaan en de dood van zijn vader te wreken, werd het resterende gezin zo onverwacht herenigd. Met zijn vader en oudere broer John verhuisde hij naar een grote boerderij in North Dakota, waar een gemeenschap van gekerstende indianen was ontstaan. Zijn vader stond erop dat de jonge Charles kennis zou maken met de cultuur van de blanken. Zijn eerste onderwijs kreeg hij op de Flandreau Santee Normal Indian School van een presbyteriaanse missionaris. Hij won een studiebeurs voor een opleiding aan een college in Wisconsin, en koos voor een carrière als medicus als "the best way to be of service to my race". Hij deed eindexamen op Dartmouth College in 1887 en behaalde een medische graad aan de Boston University in 1889. In 1890 was Eastman de enige dokter die beschikbaar was voor de gewonden van het Bloedbad van Wounded Knee.
Eastman trouwde in 1891 met Elaine Goodale (1863-1953). Zij was onderwijzeres en dichteres en bekleedde enige tijd de post van hoogste ambtenaar van alle Indian Boarding Schools in de staat. Ze kregen zes kinderen, maar het huwelijk was niet bijzonder gelukkig en na dertig jaar ging het paar uit elkaar.
De Eastmans vestigden zich 1893 in Saint Paul, de hoofdstad van Minnesota, waar Charles een praktijk opzette als zelfstandig arts. Daarnaast was hij in dienst van de Indian Health Service voor de reservaten van Pine Ridge en later Crow Creek. Omdat men niet kon geloven dat een indiaan over alle benodigde papieren beschikte, was hij veelvuldig slachtoffer van racistische pesterijen door justitie en blanke collega medici. In de reservaten kon hij met succes menig stamlid overtuigen van het nut van vaccinatie. Hierdoor waren er minder uitbraken van ziektes dan op andere plaatsen, maar in 1901 werd hij ontslagen omdat hij de bewoners van Crow Creek hielp bij het indienen van hun klachten tegen het blanke bestuur.
Tussen 1894 en 1897 organiseerde Eastman tientallen groepen van jonge indianen voor de Young Men's Christian Association. Tijdens dit werk lag de artsenpraktijk vaak stil maar het verdiende goed, hij reisde veel en ontmoette veel mensen. Zo kon hij in 1910 zijn organisaties laten samengaan met die van Ernest Thompson Seton en Daniel Carter Beard tot de Boy Scouts of America (BSA). Lord Baden-Powell baseerde zijn boek Scouting for Boys uit 1908 op het jeugdprogramma The Woodcraft Indians dat Seton had opgezet in 1902. Beard was een sociaal hervormer die in 1905 met een soortgelijk programma was begonnen.
In dezelfde tijd groeide de inzet van Eastman voor de rechten van indianen en begon hij met schrijven. In 1903 werd hij door president Theodore Roosevelt aangesteld om de verdeling van land onder de stammen te organiseren. In de jaren twintig diende hij als inspecteur onder Calvin Coolidge en voor het Bureau of Indian Affairs. Zijn geschriften waren bedoeld om de verhalen van zijn verdwijnende cultuur vast te leggen. Hij leverde ook bijdragen aan tijdschriften en encyclopedieën en schreef elf boeken. Eastman benutte zijn unieke achtergrond op een bijzondere manier. Hij leefde in twee werelden en was zijn eigen tolk. In tegenstelling tot andere schrijvers over indianen kende hij de verhalen zelf en in tegenstelling tot andere Indiaanse verhalenvertellers kon hij schrijven.

## Sporen
Een compilatie van het werk van Eastman verscheen in 2007 onder de titel The Essential Charles Eastman (Ohiyesa).

Er worden met korte tussenpozen herdrukken uitgebracht van zijn andere titels. Verschillende boeken zijn vertaald in onder meer het Frans en Duits.

In de film Bury My Heart at Wounded Knee uit 2007 wordt zijn hoofdrol gespeeld door de Canadese acteur Adam Beach, die zelf afstamt van Saulteaux, een tak van de Ojibweg.